# Боначчини, Стефано
Стефано Боначчини (итал. Stefano Bonaccini; род. 1 января 1967, Кампогаллиано, Эмилия-Романья) — итальянский политик, губернатор Эмилии-Романьи (2014—2024).

## Биография
Родился 1 января 1967 года в Модене в рабочей семье, окончил научный лицей. В молодости увлекался футболом, обдумывал возможность профессиональной карьеры, до 38 лет играл в любительской команде. Политическую деятельность начал в 1980-е годы, участвуя в пацифистском движении.
В 1990 году назначен асессором по культуре в администрации провинции Модена, позднее избран секретарём провинциальной организации Молодых левых, а затем — и Демократической партии левых сил. С 1999 по 2006 год являлся асессором общественных работ городской администрации Модены, в том числе отвечая за состояние исторического центра. После образования Демократической партии возглавил сначала её отделение в провинции Модена, позднее избран в коммунальный совет Модены, а в 2010 году — в региональный совет Эмилии-Романьи. Будучи изначально последователем идей Берсани, позднее стал сторонником нового лидера ДП Маттео Ренци. В 2014 году победил с результатом 61 % на праймериз, став кандидатом Демократической партии на должность губернатора Эмилии-Романьи в ходе региональных выборов, которые принесли ему победу (получил 49 % голосов против 30 %, поданных за основного соперника — кандидата Лиги Севера Алана Фаббри). В 2020 году переизбран с результатом 51 % и 11 февраля 2020 года сформировал свою администрацию, назначив вице-губернатором Элли Шлейн, которая баллотировалась во главе коалиции левых партий и получила в своём одномандатном округе больше голосов, чем любой другой кандидат на этих выборах — больше 22 тысяч.
12 июля 2024 года ушёл в отставку ввиду избрания в Европейский парламент (занял своё депутатское место 16 июля 2024 года). Временное исполнение обязанностей губернатора Эмилии-Романьи возложено на вице-губернатора Ирен Приоло (Irene Priolo).

## Семья
Женат на Сандре Нотари, в их семье две дочери — Мария и Вирджиния.